# واسیل استفانیک
واسیل استفانیک (اوکراینی: Василь Семенович Стефаник؛ ۱۴ مهٔ ۱۸۷۱ – ۷ دسامبر ۱۹۳۶) نویسنده، و سیاستمدار اهل اتریش-مجارستان بود.